# Mantasoa maculata
Mantasoa maculata är en bönsyrseart som först beskrevs av Henri Saussure och Leo Zehntner 1895.  Mantasoa maculata ingår i släktet Mantasoa och familjen Mantidae. Inga underarter finns listade i Catalogue of Life.